# Un flic hors-la-loi (film, 1973)
Pour les articles homonymes, voir Un flic hors-la-loi.
Série Piedone
Le Cogneur
(1975)
Pour plus de détails, voir Fiche technique et Distribution.
Un flic hors-la-loi (titre original : Piedone lo sbirro) est un film italo-français de Steno, sorti en 1973. Il s'agit du premier film de la série des Piedone.

## Synopsis
À Naples, un inspecteur aux méthodes radicales poursuit sans relâche tous les criminels de la ville. Un jour, un nouveau supérieur vient lui contester sa propre vision de la justice…

## Fiche technique
- Titre original : Piedone lo sbirro (litt. « Piedone le flic »)
- Titre français : Un flic hors-la-loi
- Réalisation : Steno
- Scénario : Lucio De Caro d'après une histoire de Nicola Badalucco et Luciano Vincenzoni
- Directeur de la photographie : Silvano Ippoliti
- Montage : Daniele Alabiso
- Musique : Guido et Maurizio de Angelis
- Production : Sergio Bonotti
- Genre : policier, comédie
- Pays :  Italie,  France
- Durée : 110 minutes
- Date de sortie :
  -  Italie : 25 octobre 1973
  -  Allemagne de l'Ouest : 14 février 1974
  -  France : 23 juillet 1975

## Distribution
- Bud Spencer (VF : Claude Bertrand) : Inspecteur « Flatfoot » Rizzo
- Adalberto Maria Merli (VF : Claude Giraud) : Commissaire Tabassi
- Raymond Pellegrin : l'avocat De Ribbis
- Juliette Mayniel (VF : Ginette Franck) : Maria
- Mario Pilar : Antonino « Manomozza » Percucco
- Enzo Cannavale (VF : Jean-Paul Moulinot) : le Député-inspecteur Caputo
- Angelo Infanti (VF : Bernard Murat) : Ferdinando « O'Barone » Scarano
- Jho Jenkins : Jho, le soldat américain
- Salvatore Monna (VF : Fred Pasquali) : Peppino « Il Gobbo »
- Nino Vingelli (VF : André Valmy) : un chef âgé de la camorra
- Franco Angrisano (VF : Pierre Leproux) : le commissaire divisionnaire remplaçant
- Enzo Maggi (VF : Teddy Bilis) : Gennarino
- Dominic Barto (VF : Gérard Hernandez) : Tom Ferramenti